# 兰布尼 (阿拉巴马州)
兰布尼（英文：Ranburne），是美国阿拉巴马州下属的一座城市。面积约为1.59平方英里（约合4.11平方公里）。根据2010年美国人口普查，该市有人口409人，人口密度为257.88/平方英里（约合99.51/平方公里）。